# Most (partito politico)
Most (lett. Il Ponte), precedentemente noto come Most nezavisnih lista (lett. Ponte delle Liste Indipendenti), è un partito politico croato, fondato nel 2012 e guidato da Božo Petrov, ex sindaco della città di Metković nella Dalmazia meridionale.

## Storia
Most viene fondato a Metković il 17 novembre 2012 come piattaforma politica regionalista, da persone che in generale non avevano fino ad allora mai fatto politica attivamente. Božo Petrov ne è il fondatore e il primo presidente.
Nel 2013 Most partecipa alle elezioni amministrative della città di Metković, in cui ottiene il 46,25% dei voti e 9 seggi su 17 del consiglio comunale (l'affluenza al voto è del 67,49%). Božo Petrov, con il 45,78% dei voti passa al secondo turno, dove sconfigge con il 67,94% dei voti il sindaco uscente Stipe Gabrić "Jambo", al potere dal 1997. Alle stesse elezioni Most ottiene il 9,97% dei voti alle elezioni regionali ed entra nell'assemblea regionale della Contea di Dubrovnik-Neretva 
(Regione raguseo-narentana)
Alle elezioni politiche del 2015 in Croazia, Most decide di partecipare su scala nazionale, congiungendosi ad altri politici locali e indipendenti nel resto del paese. A Most aderiscono Ivan Kovačić, sindaco di Omiš; Drago Prgomet, ex vicepresidente dell'Unione Democratica Croata; e Ivan Lovrinović, professore di economia dell'Università di Zagabria e voce critica delle politiche dell'establishment croato.
Il partito fa campagna per la responsabilità fiscale, la riduzione della spesa e del debito pubblico, il taglio delle tasse, la riforma del settore pubblico e la riduzione delle divisioni amministrative della Croazia.

Most sostiene una politica monetaria espansiva e una riforma monetaria che includa la Banca nazionale croata, introducendo una politica di bassi tassi d'interesse per sostenere la crescita economica. Favorisce inoltre l'ingresso della sanità privata nel sistema sanitario croato, e la fondazione di una banca d'investimento pubblica ("Agrobank") per promuovere lo sviluppo agricolo.
Il partito ottiene un insperato successo, arrivando terzo e raccogliendo 302.453 voti (il 12,51%) e 19 seggi al Sabor, e divenendo l'ago della bilancia nei negoziati per la formazione di un nuovo governo tra la Coalizione Patriottica di destra e la Coalizione Kukuriku di sinistra. Al termine di prolungate consultazioni, il partito decide di aprire ad una alleanza con la coalizione di centrodestra guidata dall'HDZ, portando così al governo di Tihomir Orešković.

## Risultati
| Elezione          | Voti    | %     | Seggi    |
| ----------------- | ------- | ----- | -------- |
| Parlamentari 2015 | 303.564 | 13,64 | 19 / 151 |
| Parlamentari 2016 | 187.282 | 9,84  | 13 / 151 |
| Europee 2019      | 50.257  | 4,68  | 0 / 12   |
| Parlamentari 2020 | 123.194 | 7,39  | 8 / 151  |
| Europee 2024      | 29.824  | 4,02  | 0 / 12   |
| Parlamentari 2024 | 169.988 | 8,02  | 9 / 151  |